# Cartouche multi-jeux
Dans le langage vidéo-ludique, une cartouche multi-jeux ou une multicart est une cartouche qui contient plusieurs jeux. Généralement les différents jeux présents sur cette cartouche sont disponibles à la vente individuellement (comme dans les compilations Sega Smash Pack) ou l'étaient précédemment (comme pour les compilations Final Fantasy: Dawn of Souls). Pour cette raison les collections, anthologies et compilations sont considérées comme des cartouches multi-jeux. L'avantage de la cartouche multi-jeux pour les consommateurs est qu'elle offre un meilleur rapport quantité/prix, un plus grand confort et (dans le cas de jeux portables) davantage de mobilité que les jeux séparés pouvaient offrir. L'intérêt pour les développeurs est qu'elle permet de vendre deux ou plusieurs petits jeux au prix d'un grand jeu, et offre une possibilité de reconditionner et vendre d'anciens jeux une nouvelle fois, souvent avec peu voire pas de changements.
Les cartes multi-jeux ne doivent pas être confondues avec les mini-jeux tels que Mario Party, Game and Watch Gallery, ou WarioWare. Ces titres contiennent plusieurs mini-jeux distincts créés spécialement pour offrir une expérience de jeu globale. Exception faite des cartouches multi-jeux comme Super Mario Bros. / Duck Hunt sur NES qui contient deux jeux complets, chacun d'eux étant disponible à l'achat à l'unité par ailleurs.
Bien que le plus souvent associées à la NES et la Super NES, les cartouches multi-jeux sont apparues sur différentes consoles à base de cartouche, parmi lesquelles on trouve l'Atari 2600, l'Intellivision, la Videopac, la Master System, la Mega Drive, la Game Boy, et la Super NES. Comme la capacité des cartouches ne cesse d'augmenter et qu'elles deviennent de moins en moins cher, la popularité des cartouches multi-jeux a été renforcée sur les dernières consoles à base de cartouches existantes, comme les Game Boy Advance et DS de Nintendo. Depuis leur lancement, ces consoles ont vu une augmentation du nombre de jeux « 2-en-1 » et « 3-en-1 » proposés, dont certaines rééditions de titres populaires précédemment vu sur la même plate-forme, comme Castlevania de Konami.
Le terme « cartouche multi-jeux » peut être renommé en « disque multi-jeux » pour les consoles utilisant le support disque, tels que la GameCube, la Wii, les consoles de la gamme PlayStation et de la gamme Xbox.

## Cartouches pirates
Parmi les jeux pirates sur NES et la Famicom, les cartouches multi-jeux annoncent souvent un nombre gonflé de jeux sur le support (comme des « 76-en-1 », des « 200-en-1 », des « 1200-en-1 » ou encore des « 9999999-en-1 »), mais ne proposent en réalité qu'entre cinq à une centaine de jeux uniques. La liste est complétée par différentes variantes de ces jeux, piratés pour commencer à différents niveaux ou pour débuter avec des bonus supplémentaires. Les jeux sont généralement des titres de la première génération de la NES, plusieurs d'entre eux n'ayant d'ailleurs jamais été édités officiellement en Amérique, et ces jeux pirates ont soit leurs noms volontairement mal orthographiés, ou bien leur manuels/logos officiels supprimés, ou bien les deux.
Les autres consoles populaires ont elles aussi leur lot de cartouches multi-jeux pirates.
Contrairement à la NES, les cartouches multi-jeux de la Game Boy possèdent une variété de différentes et innovantes conceptions. Les cartouches de taille standard de la Game Boy proposent soit un menu comme les cartouches multi-jeux de la NES, ou nécessitent d'appuyer rapidement sur l'interrupteur de la Game Boy pour sélectionner un jeu. La plupart intègre un bouton de réinitialisation externe (non disponible sur une cartouche originale), afin de pouvoir réinitialiser le jeu sans éteindre la console. Pour passer outre à la limitation de stockage d'une cartouche standard, de nombreuses astuces furent trouvées. Des cartouches de taille et d'épaisseur inhabituelle, plus de 2 fois les dimensions d'une cartouche standard, permettent de stocker sans problème beaucoup des nouveaux jeux gourmands en espace mémoire, comme Donkey Kong Land. L'inconvénient de ces cartouches est qu'elles ne permettent pas l'enregistrement des parties, faute d'espace de sauvegarde. Mais en cherchant bien, il est possible de trouver des cartouches pirates d'un format standard et contenant le bon nombre de jeux indiqué on pense notamment à la « 32-en-1 » et à l'exceptionnelle « 55-en-1 », toutes deux sur Game Boy. La plupart de ces cartouches multi-jeux sont produites en Chine, Singapour et Hong Kong, et sont disponibles illégalement en Europe surtout dans les pays du sud et de l'est.
Plus récemment des cartouches multi-jeux pour Game Boy Advance proposant plusieurs jeux de GBA ainsi que plusieurs centaines de ROMs NES sont apparues. Ces cartouches sont connues pour intégrer certains bootlegs, des jeux pirates ou des variantes de jeux, tout en les vantant comme étant des jeux différents et en leur associant des illustrations contrefaites sur la jaquette principale.
Pas mal de consoles contrefaites sont vendues avec des cartouches multi-jeux prétendant avoir 999999 jeux en 1. Bien souvent il s'agit d'un nombre limité de jeux (de cinq à une centaine) qui ont été mis plusieurs fois afin de donner l'impression d'avoir beaucoup de jeu. Cette pratique est beaucoup utilisée afin de donner envie d'acheter la console contrefaite en question.

## Cartouches sans licence
Les cartouches multi-jeux suivantes ont été éditées avec l'accord des propriétaires des droits des jeux eux-mêmes, mais sans le consentement du fabricant de la console:
- Action 52 d'Active Enterprises. Cet ambitieux projet avait pour but de placer quelque 52 jeux uniques sur une seule cartouche, mais une programmation de mauvaise qualité et une importante réutilisation de code entre les jeux, combiné à un prix de vente élevé (200 $), a fait que les joueurs ont boudé la cartouche[1],
- Caltron 6-in-1 un grand classique des cartouches multi-jeux NES,
- Maxivision 15-in-1 qui contient quinze jeux de développeurs non licenciés sur NES comme Color Dreams et American Video Entertainment,
- Myriad 6 in 1 un autre grand classique des cartouches multi-jeux NES,
- Sunday Funday de la société de développement de jeux religieux Wisdom Tree. Il s'agit du dernier jeux NES sorti commercialement aux États-Unis depuis plusieurs années. Cette cartouche « 3-en-1 » comprend le titre éponyme (une reprise graphique d'un autre jeu de Color Dreams, Menace Beach), Fish Fall (un jeu inédit du style Tetris), et un programme de karaoké incluant une chanson chrétienne pop, « The Ride », écrite par 4Him groupe musical chrétien,
- Bible Adventures pour NES,
- King of Kings: The Early Years pour NES,
- Les versions nord-américaines des séries Quattro de Codemasters éditées par Camerica.

## Cartouches officielles

### Atari 2600
- 32 in 1: Seulement commercialisé en Europe (console PAL), inclus les premiers titres Atari comme Blackjack, Boxing et Combat[2]
- 2005 Minigame Multicart: Édité par AtariAge après la fin d'exploitation de la 2600, cette collection inclus sept entrées de la 2005 MiniGame Competition[3][note 1]

### Famicom / Nintendo Entertainment System
- Donkey Kong Classics: contient Donkey Kong et Donkey Kong Jr.
- Final Fantasy I & II
- Sesame Street A-B-C and 1-2-3
- Short Order / Eggsplode
- Super Mario Bros. / Duck Hunt
- Super Mario Bros. / Duck Hunt / World Class Track Meet (uniquement en Amérique du Nord)
- Super Mario Bros. / Tetris / Nintendo World Cup (uniquement en version PAL)
- Super Spike V'Ball / Nintendo World Cup (uniquement en Amérique du Nord)

### Game Boy
- Dragon Warrior I and II: contient des versions améliorées des titres NES
- Galaga et Galaxian: contient les deux classiques d'arcade.
- 4-in-1 Funpack, Volume 1
- 4-in-1 Funpack, Volume 2
- Bo Jackson: 2 Games in 1: contient des jeux de football et de baseball
- Centipede et Millipede
- Defender / Joust

### Game Boy Advance
- 3-in-1 Sports Pack: contient Paintball Splat, Dodgeball: Dodge This!, et Big Alley Bowling
- Board Game Classics 3-in-1
- Candy Land/Chutes and Ladders/Memory 3-in-1
- Castlevania Double Pack - Castlevania: Aria of Sorrow/Castlevania: Harmony of Dissonance
- Centipede/Breakout/Warlords 3-in-1
- Dora l'exploratrice : Super Star Adventures/The Search for Pirate Pig's Treasure
- Final Fantasy I and II: Dawn of Souls : contient Final Fantasy I etII.
- The Legend of Zelda: A Link to the Past / Four Swords
- The Game of Life/Yahtzee/Payday
- Looney Tunes Double Pack
- Madagascar et Shrek 2
- Majesco's Rec Room Challenge: contient Darts, Roll-a-Ball, et Shuffle Bowl
- Marble Madness & Klax
- Mario and Luigi: Superstar Saga; inclus le jeu titre et Mario Bros.
- Mother 1+2; inclus les deux premiers jeux des séries Mother (connu sous le nom de EarthBound aux États-Unis).
- Namco Museum: inclus Pole Position, Galaga, Galaxian, Ms. Pac-Man, et Dig Dug
- Pac-Man Collection: inclus Pac-Man, Pac-Attack, et Pac-Mania
- Paperboy et Rampage
- Phantasy Star Collection: inclus Phantasy Star, II, et III.
- Rayman 10th Anniversary: inclus Rayman Advance et Rayman 3: Hoodlum Havoc
- Risk/Battleship/Clue 3-in-1
- Scooby-Doo: 2 Game in 1
- Sega Arcade Gallery: After Burner/Space Harrier/Out Run/Super Hang-On
- Sega Smash Pack (en): inclus Ecco the Dolphin, Golden Axe, et Sonic the Hedgehog Spinball
- Spy Hunter/Super Sprint
- Super Mario Advance: inclus Super Mario Bros. 2 et Mario Bros.
- Super Mario World: Super Mario Advance 2: inclus Super Mario World et Mario Bros.
- Yoshi's Island: Super Mario Advance 3: inclus Super Mario World 2: Yoshi's Island et Mario Bros.
- Super Mario Advance 4: Super Mario Bros. 3: inclus Super Mario Bros. 3 et Mario Bros.
- Teenage Mutant Ninja Turtles Double Pack: inclus Teenage Mutant Ninja Turtles et Teenage Mutant Ninja Turtles 2: Battle Nexus
- Tony Hawk's Underground / Kelly Slater's Pro Surfer
- Yu-Gi-Oh! Double Pack: Forbidden Memories et Les Cartes Sacrées
- Yu-Gi-Oh! Double Pack 2: Destiny Board Traveler et Dungeon Dice Monsters
- Voir aussi : Game Boy Advance Video

### Intellivision
- Go for the Gold (non commercialisé)
- Sharp Shot (extraits de NFL Football, Space Battle, Sub Hunt et Advanced Dungeons and Dragons: Cloudy Mountain)
- Triple Action (inclus Battle Tanks, Racing Cars et Biplane)
- Triple Challenge (inclus Tournament Chess, Checkers et  Backgammon)

### Nintendo 64
- Namco Museum 64: inclus Pac-Man, Ms. Pac-Man, Pole Position, Galaga, Galaxian, et Dig Dug
- Donkey Kong 64: inclus le jeu titre, Donkey Kong Arcade, et Jetpack
- Midway's Greatest Arcade Hits: inclus Defender, Sinistar, Robotron: 2084, Joust, Spy Hunter, et Tapper

### Nintendo DS
- ATV: Thunder Ridge Riders/Monster Trucks Mayhem
- Battleship/Connect Four/Sorry!/Trouble
- Clue/Mousetrap/Perfection
- Namco Museum DS: inclus Xevious, Galaga, Galaxian, Pac-Man, Dig Dug II, The Tower of Druaga, Mappy, et Super Xevious
- Puzzler Collection: inclus Crossword, Sudoku, Word Search et Fitword
- Uno/Skipbo/Uno Free Fall 3-in-1

### Sega Master System / Mark III
- Hang-On/Safari Hunt: Cartouche de jeu groupé avec un pack Master System.
- Hang-On/Astro Warrior: Cartouche de jeu groupé avec un pack Master System « Base System » (celui sans le pistolet Light Phaser).
- Marksman Shooting and Trap Shooting : inclut deux jeux pour le pistolet de la Master System, le Light Phaser[note 2].

### Mega Drive / Genesis
- MegaGames 3 in 1 - Vol 1: contient Columns, Super Hang-On et World Cup Italia '90
- MegaGames 3 in 1 - Vol 2: contient Golden Axe, Streets of Rage et The Revenge of Shinobi
- MegaGames 3 in 1 - Vol 3: contient Super Thunder Blade, Alien Storm et Super Monaco GP
- MegaGames 4 in 1: contient Flicky, Gunstar Heroes, Alex Kidd in the Enchanted Castle et Altered Beast
- Mega Man: The Wily Wars: contient Mega Man, Mega Man 2, et Mega Man 3
- Menacer 6-Game Cartridge: fourni avec le pistolet Menacer, contient 6 jeux de tir
- 6-Pak: contient Columns, Golden Axe, The Revenge of Shinobi, Sonic the Hedgehog, Streets of Rage et Super Hang-On
- Sonic Compilation: contient Sonic the Hedgehog, Sonic the Hedgehog 2, et Dr. Robotnik's Mean Bean Machine
- Triple Score, 3 Games in 1: contient Super Hang-On, World Championship Soccer, et Columns

### Super Nintendo / Super Famicom
- Super Mario All-Stars: contient des versions améliorées des trois jeux Super Mario Bros. de la NES, ainsi que la version japonaise de Super Mario Bros. 2 (renommée Super Mario Bros.: The Lost Levels).
- Super Mario All-Stars + Super Mario World: contient les quatre premiers Super Mario Bros. de la NES relookés ainsi que Super Mario World.
- Ninja Gaiden Trilogy: contient les trois jeux NES Ninja Gaiden avec une palette de couleurs améliorée et une bande son remixée (et légèrement réorganisée).
- Nintendo Scope 6: contient six jeux pour le pistolet Super Scope.
- Tetris and Dr. Mario
- Williams Arcade's Greatest Hits

### Videopac / Odyssey²
- Course de voitures / Autodrome / Cryptogramme
- Identification / Rendez-vous spatial / Logique
- Bataille navale / Combat de chars
- Jeu de quilles / Basket ball
- Mathématicien / Écho
- Tir sur cible / Bataille sous-marine
- Attrape la balle / Morpion
- Le Labyrinthe / Superlogique
- Football électronique / Hockey électronique
- Voyage dans l'espace ! / Sauvetage par hélicoptère ! (AN uniquement)

## Disques officiels

### Nintendo GameCube
- Chocobo Collection
- Mega Man Anniversary Collection
- Mega Man X Collection
- Midway Arcade Treasures
- Midway Arcade Treasures Vol. 2
- Midway Arcade Treasures Vol. 3
- Namco Museum
- Nintendo Puzzle Collection
- Sonic Mega Collection
- Sonic Gems Collection
- Star Fox: Assault: inclus Xevious
- The Legend of Zelda: Collector's Edition: contient les jeux The Legend of Zelda, Zelda II, Ocarina of Time, Majora's Mask et une démo de The Wind Waker.
- The Legend of Zelda: Ocarina of Time and Ocarina of Time Master Quest: inclus avec l'édition limité de The Wind Waker.

### PlayStation
- Arc the Lad Collection
- Final Fantasy Anthology
- Namco Museum
- Street Fighter Collection

### PlayStation 2
- Activision Anthology
- Atari Anthology
- Capcom Classics Collection
- Capcom Classics Collection Vol. 2
- Harry Potter Collection
- Intellivision Lives!
- Intellivision Rocks
- Mega Man Anniversary Collection
- Mega Man X Collection
- Metal Gear Solid 3: Subsistence
- Namco Classic Fighter Collection
- Namco Museum
- Naruto Ultimate Collection
- Sega Classics Collection
- Sega Mega Drive Collection
- Sonic Mega Collection
- Street Fighter Alpha Anthology
- Street Fighter Anniversary Collection
- Taito Legends
- Taito Legends 2
- World Heroes Anthology

### Autres consoles
- Lego Star Wars: The Complete Saga : Wii.
- Metal Slug Anthology : PS2, PSP, Wii.
- Saints Row Double Pack : PS3, XBox 360, PC. Contient Saints Row The Third et Saints Row IV ainsi que plus de 40 DLC.
- Sega Mega Drive Ultimate Collection : Xbox 360, PS3.
- Super Mario All-Stars - Édition 25e Anniversaire : Wii.
- Kirby Dream Collection 20th Anniversary : Wii.
- Raving Rabbids Party Collection : Wii. Contient les jeux Rayman contre les lapins crétins, Rayman contre les lapins encore plus crétins et Rayman Prod' présente : The Lapins Crétins Show. Sorti le 27 août 2010 en Europe et Amérique du Nord et le 9 septembre en Australie.